# Daisy Chapman
Daisy Chapman (* 1979 in Bristol) ist eine britische Popsängerin.

## Biografie
Chapman begann mit dem Klavierunterricht auf Wunsch ihrer Eltern im Alter von 6 Jahren. Vom gängigen Unterrichtsstil schnell gelangweilt, brachte sie es sich selbst bei, Lieder nach Gehör nachzuspielen. Während eines Studiums in Bristol spielte sie in mehreren kleineren Bands, jedoch zunächst ohne Erfolg. Durch die Veröffentlichung ihrer ersten Solo-EP wurde dann jedoch das in Bremen ansässige Plattenlabel "Dandyland" auf sie aufmerksam, das in die regional populäre Konzertreihe "Songs & Whispers" involviert ist. Hierdurch bekam sie die Möglichkeit, vor allem im Raum Norddeutschland zu touren. So trat sie u. a. auf der Breminale auf. Auch die von ihr mitgegründete Combo Scarlatti Tilt konnte mit ihrem Debütalbum "Gathering Of The Haunted" (2007) von sich reden machen. 
Chapman bringt auf ihren Alben und live sowohl Eigenkompositionen als auch Coverversionen zu Gehör. So gibt es von ihr bspw. eine Version von Leonard Cohens "Hallelujah", ebenso versuchte sie sich an Rihannas Pophit "Umbrella" und weiteren Klassikern.
Chapman ist Tourmitglied in der Band Crippled Black Phoenix.

## Diskografie

### Alben
- Hymns Of Blame (EP, 2006)
- And There Shall Be None (2008)
- The Green Eyed (2009)
- Shameless Winter (2012)
- The Daisy Chapman EP (Live, 2015)
- Good Luck Songs (2017)